# 圖騰樂團
圖騰樂團（Totem）為一支台灣樂團。

## 歷程
圖騰樂團於2002年3月成立，團員以原住民青年為主，包括主唱兼吉他手Suming、主唱查瑪克、吉他手阿新、鼓手阿勝，以及唯一的漢人貝斯手阿wei。圖騰的音樂融合原住民吟唱、雷鬼、bossa nova、嘻哈饒舌、金屬搖滾、民謠。於2005年貢寮國際海洋音樂祭獲得貢寮國際海洋音樂祭大賞。目前定期於各大Live House演唱表演，如河岸留言、這牆音樂藝文展演空間、女巫店等都可以看見他們活躍的蹤影。自2006年起，每年都會舉辦「拖鞋趴」，是圖騰歌迷一年之中最期待的音樂盛事。

## 經歷
- 2002年，Suming在當兵的時候認識了會彈吉他的阿新，三月，圖騰樂團成立。四月，獲邀參加墾丁春天吶喊音樂祭。
- 2003年，為了參賽海洋音樂祭，找來了查瑪克、阿勝、阿wei，確定了現在的陣容，同時也入圍了海洋音樂祭複賽。八月，獲邀演出花蓮舊監主辦之國際原住民木雕藝術節。九月獲邀演出臺東紅葉溫泉主辦之紅葉音樂會。
- 2004年四月，獲邀墾丁春天吶喊音樂祭，並且再次參加海洋音樂祭，再度入圍複賽，同時也參與協助拍攝紀錄片《海洋熱》，此片榮獲台北國際電影節評審團特別獎、觀眾票選最佳影片。同年並且獲邀演出野台開唱以及野火樂集主辦的原浪潮音樂祭。2004年九月，再次獲邀演出台東紅葉溫泉主辦之紅葉音樂會。
- 2005年獲邀演出台東都蘭糖廠藝術村滿溢Cilaifacay音樂會。四月獲邀參加墾丁春天吶喊音樂祭以及野台開唱。三度參加海洋音樂祭，終於在8月14日勇奪貢寮海洋音樂祭大賞獎。
- 2006年拍攝東森金鐘單元劇《圖騰轉阿轉》，4月發行首張專輯《我在那邊唱》。
- 2007年以《我在那邊唱》入圍第18屆金曲獎最佳樂團。
- 2009年發行第2張專輯，《放羊的孩子》。
- 2010年以《放羊的孩子》入圍第21屆金曲獎最佳樂團。
- 從一開始創團到發行第二張專輯前的過程，被完整記錄在阿美族導演龍男·以撒克·凡亞思的紀錄片作品《誰在那邊唱》之中。

## 成員
SUMING
- 阿美族。漢名為姜聖民，傳統姓名為舒米恩·魯碧（Suming Rupi）。台東縣東河鄉都蘭部落人。1978年7月17日生。
- 在圖騰樂團中負責主唱、直笛、手風琴、吉他，並且擔綱樂團的創作、行政及美工等工作。
- 另外與世川組了二人樂團艾可菊斯。
- 喝酒醉的時候很愛講英文，喝酒的哲學是：「喝酒吐了不可恥，可恥的是吐完不回來繼續喝。」
- 2008年以短片《跳格子》勇奪第45屆金馬獎最佳新人獎[1]。
- 2009年12月至2010年2月舉辦【2009～2010請你記得我】—Suming姜聖民創作歌曲巡迴分享會，共12場。主題曲為鄧麗君的「你怎麼說」。
- 2010年3月10日至4月14日（每週三下午三點十分）在FACEBOOK粉絲團播映小小節目─Suming東GO。
- 2010年5月15日於臺北公館The Wall舉辦首場全阿美族語演唱會【Suming首張個人創作專輯發片演唱會】，來賓有都蘭部落青年、王宏恩、梁文音、胡德夫。
- 2010年5月15日推出《Suming/舒米恩首張個人母語創作專輯》，獲得第22屆金曲獎最佳原住民語專輯獎、入圍流行音樂作品類演唱類最佳專輯製作人獎。
- 2010年11月13日，獲得第一屆金音獎最佳現場演出獎，以及最佳專輯獎[2]。
- 2017年出演電影音樂劇《52 Hz I Love You》其中之一的的男主角

查瑪克
- 排灣族。漢名胡祝凱。傳統姓名為查瑪克·巴阿立佑司（Zamake Paqaliyus）。來自台東市新園里卡拉魯然部落。1984年7月19日生。
- 主唱和吉他手及歌曲創作，雖然年紀是團員中最小的，但是歌聲和音樂性是公認最好的。
- 吉他手阿新的表弟。
- 另與朋友組成樂團七字輩。
- 2007年演出偶像劇美味關係廚師查克一角。
- 2010年演出世新大學廣電系第16屆畢業作品《森森愛著你》一片，小查一角。

阿新
- 排灣族。漢名田明新，原住民名字為赤目勒晒·巴阿立佑司（Cemelesai Paqaliyus）。來自台東市新園里卡拉魯然部落。1979年8月4日生。
- 吉他手兼團長，但是偶爾會在表演中與查瑪克互換角色，演唱〈藍色的血〉。
- 和SUMING兩個人是圖騰的創始團員，不菸不酒（但偶爾會喝一點），重度嗑樂狂，超愛converse鞋，人緣很好。
- 被譽為原住民界的強尼·戴普、黝黑版的梁朝偉。
- 目前就讀於文化大學。

阿勝
- 卑南族。漢名陳錦勝，原住民名是阿杜蔚。台東知本卡地布部落人，1979年5月19日生。
- 吉他手阿新的高中同學。
- 鼓手，樂團中的開心果和舞王，並且擁有丙級廚師執照。另外也是MATZKA的鼓手。
- 已婚，有兩個女兒，被團員暱稱為陳爸爸、陳老爹，有些歌迷稱之為阿勝把拔。

阿wei
- 本名黃俊薳，南投草屯人，九二一大地震之後搬到台中霧峰，1979年6月30日生。
- 國立台灣體育學院畢業。田徑專長，短跑項目，高中時期曾是國手。
- 貝斯手，樂團中唯一不是原住民的漢人，常被戲稱是靠「漢人保障名額」才進了這個樂團。
- 擔任圖騰的顧問，同時也負責樂團裡面的編曲和錄製。

## 音樂作品
專輯
- 《我在那邊唱》，2006年4月，彎的音樂發行。2007年入圍第18屆金曲獎最佳樂團
- 《放羊的孩子》，2009年9月，彎的音樂發行。2010年入圍第21屆金曲獎最佳樂團

## 拖鞋趴
- 2006年12月2日在台北The Wall辦了第一場拖鞋趴。標榜「自然隨性」，希望觀眾能穿拖鞋來看表演，並且贈送先入場的觀眾照片集錦簽名海報(限量版)、團員手工彩繪簽名石、紀念拖鞋，大受好評。
- 2007年9月22日從台北河岸留言開始，北中南巡迴七場拖鞋趴，每一場都有不同的主題以及不同拖鞋形狀的門票。每場表演，圖騰都會義賣衣服和專輯來幫助原住民青年會。

## 資料來源
1. ↑  http://www.nownews.com/2008/12/07/340-2376732.htm
2. ↑  .   [2011-09-16]. （原始内容存档于2012-02-28）.

## 外部連結
- 彎的音樂（页面存档备份，存于）
- 圖騰FACEBOOK粉絲團（页面存档备份，存于）
- 圖騰痞客邦部落格
- Suming痞客邦部落格
- Suming的FACEBOOK粉絲團（页面存档备份，存于）